# Бит и душевност на нашия народ
„Бит и душевност на нашия народ“ представлява избрани съчинения в три тома на Иван Хаджийски (1907-1944) – един от основателите на българската социология, добър познавач на българската психология, душевност и манталитет. Първият том на книгата е издаден през 1940 година, вторият – през 1945 година, а третият е изгубен след национализацията в края на 40-те години. Третият му том е издаден посмъртно след частичното му възстановяване от дъщеря му по стенограми.
Самият Иван Хаджийски счита това за труда на живота си. Той пътува пеша или на колело из цяла България и събира огромно количество материал. Първият том е предимно исторически и социологичен анализ. Вторият, понякога наричан и „Оптимистична теория за нашия народ“ се пренася в бъдещето и го обяснява на базата на историческите изследвания. Третият том акцентира на съвремието и актуалните събития по това време. Огромна част от писанията му са отредени на посредствеността и псевдоинтелектуалните занимания.